# Dongxiang, Linxia
Dongxiang är ett autonomt härad för dongxiang-folket i den autonoma prefekturen Linxia i provinsen Gansu i nordvästra Kina.
Dongxiang är indelat i åtta köpingar och 16 socknar.
Köpingar (zhen):

- Daban (达板镇)
- Guoyuan (果园镇)
- Hetan (河滩镇)
- Longquan (龙泉镇)
- Nalesi (那勒寺镇)
- Suonan (锁南镇)
- Tangwang (唐汪镇)
- Wangji (汪集镇)

Socknar (xiang):

- Baihe (百和乡)
- Beiling (北岭乡)
- Chejiawan (车家湾乡)
- Chuntai (春台乡)
- Dashu (大树乡)
- Dongling (董岭乡)
- Dongyuan (东塬乡)
- Fengshan (风山乡)
- Gaoshan (高山乡)
- Guanbu (关卜乡)
- Kaole (考勒乡)
- Liushu (柳树乡)
- Pingzhuang (坪庄乡)
- Wujia (五家乡)
- Yanling (沿岭乡)
- Zhaojia (赵家乡)